# Stilfontein
Stilfontein ist eine Stadt in der südafrikanischen Provinz Nordwest (North West). Sie liegt in der Gemeinde City of Matlosana im Distrikt Dr Kenneth Kaunda.

## Geographie
2011 hatte Stilfontein 17.942 Einwohner, darunter rund 56 % Weiße. Innerhalb des Stadtgebiets liegt die Townshipsiedlung Khuma mit 45.895 Bewohnern, rund 99 % von ihnen sind Schwarze. Insgesamt leben somit etwa 64.000 Einwohner in dem Gebiet.
Stilfontein liegt nahe der Grenze zur Provinz Freistaat. Die Stadt gehört zum KOSH area, das Klerksdorp, das unmittelbar südwestlich gelegene Orkney, Stilfontein und das nordwestlich gelegene Hartbeesfontein umfasst und durch den Goldbergbau geprägt ist.

## Geschichte
Die Stadt wurde 1949 als Wohnort für Bergleute der Goldbergwerke angelegt. Der Ortsname stammt aus dem Afrikaans und bedeutet „Stille Quelle“. Die General Mining Union Corporation Ltd. begann in Stilfontein im Juli 1952 mit der Goldgewinnung und erweiterte im Oktober 1953 ihren Geschäftsbetrieb auf die Uranextraktion aus anfallenden Schlämmen des Goldgewinnungsprozesses. Die in dieser kurzen Zeit erzielten Rohstoffmengen veranlassten zwischen 1953 und 1954 den Ausbau mit einer Verdopplung der Aufbereitungskapazitäten vor Ort.
Im Jahr 2005 kam es zu einem bergbauinduzierten Erdbeben, bei dem zahlreiche Häuser der Stadt beschädigt wurden. 2014 wurden bei einem weiteren Erdbeben der Stärke 5,5 über 400 Häuser in Khuma beschädigt oder zerstört, im April 2017 gab es ein weiteres Erdbeben der Stärke 5,2 acht Kilometer südlich von Stilfontein.

### Vala Umgodi
Im August 2024 startete die südafrikanische Regierung die Aktion Vala Umgodi („die Löcher zustopfen“). Sie ließ Ein- und Ausgänge von Schächten schließen oder von der Polizei bewachen. Zu dem Zeitpunkt befanden sich ca. 4000 der Illegalität verdächtigte Bergleute, in IsiZulu als Zama Zama bezeichnet, in dem ehemaligen Golduntertagebau. Bis zum 14. November 2024 kamen rund 1000 Bergleute aus den Stollen und wurden verhaftet. Die Polizei unterbindet die Versorgung durch Angehörige und bewacht die Ausgänge. Es gibt Berichte von Toten.
Am 1. Januar 2025 wurden noch bis zu 1000 Bergleute in den Stollen vermutet. Ein Bündnis von Menschenrechtsorganisationen forderte, dass das Südafrikanische Verfassungsgericht auch den illegalen Minenarbeitern das Recht auf Leben zugesteht und die Südafrikanische Regierung dazu bewegt, die Menschen vor dem sicheren Tod zu retten. Am 10. Januar 2025 veranlasste das oberste Gericht des Bundesstaates Gauteng die Rettung der Minenarbeiter durch ein Spezialunternehmen. Außerdem solle eine Versorgung der Eingeschlossenen mit Medikamenten und Lebensmitteln stattfinden. Die Aktion wurde am 15. Januar 2025 für beendet erklärt. Es wurden insgesamt 246 Bergleute aus den Stollen gerettet, 78 Menschen wurden tot geborgen.

## Wirtschaft, Umwelt und Verkehr
Stilfonteins wirtschaftlicher Schwerpunkt ist der Goldbergbau, den parallel eine Urangewinnung begleitet, mit einer für das Land erheblichen Bedeutung. Es existieren Wasserreinigungsanlagen, um im Grund- und Oberflächenwasser den Urangehalt zu senken.
Die Stadt liegt unmittelbar südlich der National Route 12, die unter anderem Klerksdorp im Westen und Potchefstroom im Nordosten verbindet. Die R502 zweigt nahe Stilfontein ab und führt parallel zur N12 durch Orkney Richtung Makwassie.
Stilfontein liegt an der Bahnstrecke Johannesburg–Kimberley, der Bahnhof Koekemoer wird im Güterverkehr bedient.